# Ignacio Idalsoaga
Ignacio Enrique Idalsoaga Gajardo, es un médico veterinario chileno, de origen vasco. Es fundador y director del Parque Zoológico Buin Zoo en Buin, Chile.
Bajo el seudónimo de Doctor Zoo, Idalsoaga ha participado en televisión como experto en animales. Algunos de estos programas son Annimales (Canal 13), Buenos días a todos (TVN), Mucho gusto (Mega) y Viva la mañana (Canal 13).